# Ilse Kopatz
Ilse Kopatz (* 2. März 1975 in Melk) ist eine ehemalige österreichische Fußballspielerin.

## Leben
Kopatz wuchs in Melk auf und besuchte die Volksschule und das Stiftsgymnasium Melk, wo sie 1993 maturierte. Danach begann sie ein Medizinstudium, das sie jedoch nach zwei Semestern abbrach. Fortan studierte sie Sportwissenschaften an der Sportuniversität Wien. Zuerst als Volleyballerin aktiv, wechselte sie 1999 zum Damenfußball.
2003 wurde sie mit dem SV Neulengbach Meisterin, Cup- und Supercupsiegerin in der ÖFB-Frauenliga. Von 2000 bis 2004 war sie außerdem Mitglied des österreichischen Damennationalteams.

### Unfall
Am 22. August 2004 wurde sie in einen schweren Motorradunfall verwickelt und ist seitdem querschnittgelähmt.

## Werke
- Alles ist möglich – der Weg zu mir selbst, Verlag I. Kopatz, Melk 2010, ISBN 978-3-200-01959-1.